# Кокрейн Колаборейшън
Кокрейн Колаборейшън (или Кокрановско сътрудничество) е независима неправителствена организация, посветена на организиране на информацията от медицинските изследвания по систематичен начин за целите на доказателствената медицина. Организацията има над 28 000 доброволци в над 100 страни и публикува регулярно Прегледи на Кокрейн — периодичен систематичен преглед на медицинската литература. Значимостта на процеса по обобщение на доказателствата в медицината произтича от това, че те са необходими за вземането на ефективни решения в сферата на здравеопазването и за да се разбере къде има нужда от повече научни изследвания.
Задача на Кокрейн Колаборейшън е да предоставя обобщени научни доказателства в помощ на информирани решения за медицинските грижи. Организацията извършва систематични прегледи и рандомизирани клинични изпитания на здравни интервенции и разпространява резултатите и заключенията от тях. Някои техни по-нови прегледи изследват също резултатите от нерандомизирани, наблюдателни изследвания. Систематичните прегледи на организацията се публикуват в Библиотеката Кокрейн.
Организацията поддържа официално отношения със Световната здравна организация (СЗО) от януари 2011 г. като партньорска организация и има място в Генералната асамблея на здравето с цел принос към резолюциите на СЗО.